# 腓特烈斯塔登

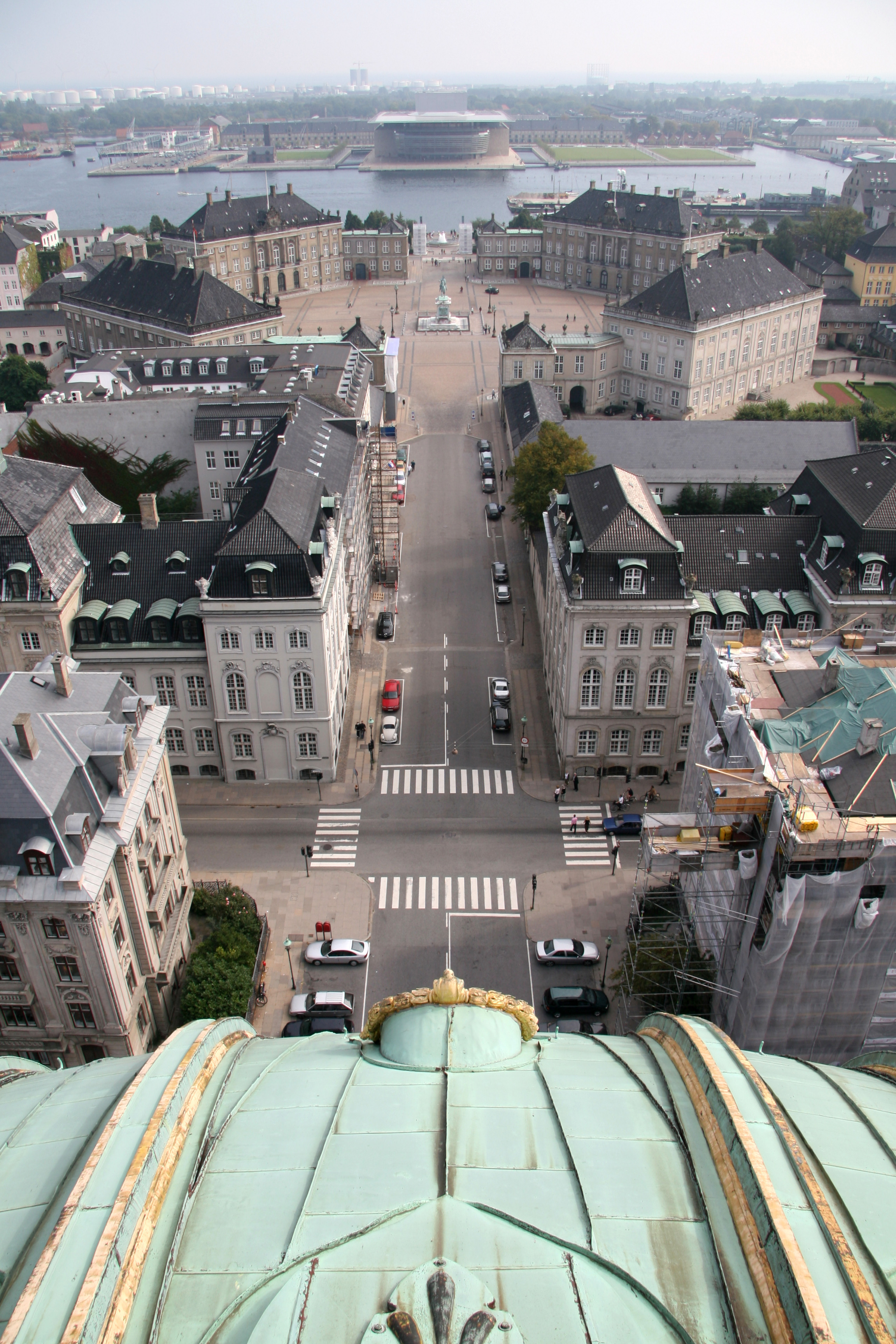
腓特烈斯塔登的中轴线

腓特烈斯塔登（丹麥語：Frederiksstaden）是丹麦哥本哈根的一个区，兴建于18世纪下半叶，弗雷德里克五世在位时期，被视为欧洲最重要的洛可可建筑群之一。 
它的开发，是为了纪念奥尔登堡王朝登上丹麦王位300周年。Nicolai Eigtved 是主要建筑师。
腓特烈斯塔登的中心是阿马林堡宫和腓特烈教堂（大理石教堂），构成一条中轴线，2005年在此轴线的延长线上，海港的另一边，新建了哥本哈根歌剧院。该区的街道笔直宽广，两旁排列着资产阶级的豪宅。 
该区另一座重要建筑是皇家腓特烈医院，是丹麦第一所今天意义上的医院。现在设有丹麦艺术与设计博物馆。